# Lucjanowo (Łysek)
Lucjanowo – część wsi Łysek w Polsce, położona w województwie wielkopolskim, w powiecie konińskim, w gminie Wierzbinek, przy drodze wojewódzkiej nr 266. 
Dawniej gromada w gminie Boguszyce w powiecie nieszawskim.
W latach 1975–1998 miejscowość należała administracyjnie do województwa konińskiego.